# 萊克斯普林 (密蘇里州)
萊克斯普林（英語：Lake Spring）是位於美國密蘇里州登特縣的非建制地區。

## 歷史
萊克斯普林的郵局自1856年營運至今。

## 地理
萊克斯普林所處的海拔為高於海平面301米（即988英呎），而該地所採用的時區為UTC-6，即北美中部時區（CST）。同時該地設有夏令時間，為UTC-6調快一小時，即UTC-5（CDT）。